# Darya-ye Noor

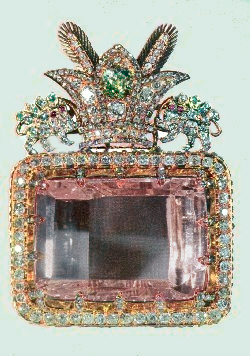
Il diamante Darya-ye Noor

Il Darya-ye Noor (Daryā-ye Nūr), in persiano دریای نور‎, mare di luce, è un famoso diamante di circa 182 carati, rosa chiaro, che faceva parte dei gioielli della Corona persiana. Il valore è inestimabile. Ora è conservato dalla Banca centrale dell'Iran a Tehran.

## Storia

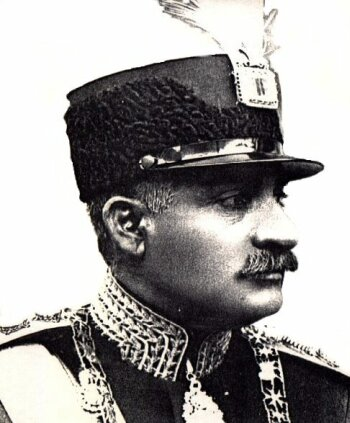
Lo shah Reza Pahlavi con il Darya-ye Noor sul copricapo

Come altri diamanti celebri, proviene dalle miniere di Golconda, in India, ma non si conosce la sua data di estrazione. Nel 1739 il re persiano Nadir Shah invase l'India settentrionale e occupò Delhi, massacrando molti dei suoi abitanti. Come compenso per aver restituito la Corona indiana all'imperatore Moghul Muhammad, si impossessò dell'intero tesoro dei Moghul (tra cui i diamanti Darya-ye Noor e Koh-i-Noor), portandoli in Iran.
Nel 1794 Agha Mohammad Khan, fondatore della dinastia Qajar, sconfisse gli Zand, impossessandosi di tutti i loro tesori. Il suo successore Fath Ali Shah fece inscrivere il suo nome su una delle faccette del diamante (iscrizione ancora presente). Molti Shah di Persia ritenevano che il diamante fosse stato in possesso di Ciro il Grande, e per evitare il suo furto lo tenevano separato dagli altri gioielli della corona, nascondendolo in un palazzo della città di Golestan. 
Nel 1902 lo shah Mozaffar al-Din lo fece montare sul copricapo militare che indossò durante la sua visita in Europa. Lo shah Mohammad Reza Pahlavi volle che il Darya-ye Noor venisse esposto durante la cerimonia della sua incoronazione (26 ottobre 1967). Il diamante rimase in suo possesso fino al 1979, quando lo shah fu deposto dalla Rivoluzione islamica. Dapprima mantenuto in un luogo segreto, il diamante fu poi esposto a Teheran nella sede della Banca Centrale della Repubblica islamica dell'Iran.